# Zeehan
Zeehan è una città della Tasmania, in Australia; essa si trova 300 chilometri a nord-ovest di Hobart ed è la sede della Municipalità di West Coast. Al censimento del 2006 contava 845 abitanti.